# بطولة الخليج لهوكي الجليد 2014
بطولة الخليج لهوكي الجليد 2014 (بالإنجليزية: 2014 Gulf Ice Hockey Championship) كانت النسخة الثالثة من بطولة الخليج لهوكي الجليد. أقيمت البطولة بين 6 و12 يونيو في مدينة الكويت، الكويت. فاز منتخب الإمارات العربية المتحدة بالبطولة بعد تغلبه على الكويت في المباراة النهائية، محققًا لقبه الثالث في تاريخ البطولة. بينما حل قطر في المركز الثالث بعد فوزه على عمان في مباراة تحديد المركز الثالث.

## الدور التمهيدي (Round-robin)
تم تقسيم الفرق الأربعة المشاركة في البطولة إلى مجموعة واحدة تلعب بنظام round-robin (الدور التمهيدي)، حيث يواجه كل فريق الفرق الأخرى مرة واحدة. بعد انتهاء هذا الدور، يتم تصنيف الفرق بناءً على نتائجها. يتأهل الفريق الذي يحتل المركز الأول إلى المباراة نصف النهائية ليواجه الفريق الذي حل في المركز الرابع، بينما يواجه الفريق الذي جاء في المركز الثاني الفريق الذي حل في المركز الثالث في المباراة نصف النهائية الثانية.
| م | فريق                     | لعب | ك | OTW | OTL | خ | له | عليه | ف   | نقاط |
| - | ------------------------ | --- | - | --- | --- | - | -- | ---- | --- | ---- |
| 1 | الإمارات العربية المتحدة | 3   | 3 | 0   | 0   | 0 | 17 | 4    | +13 | 9    |
| 2 | الكويت                   | 3   | 2 | 0   | 0   | 1 | 16 | 7    | +9  | 6    |
| 3 | عمان                     | 3   | 1 | 0   | 0   | 2 | 12 | 17   | −5  | 3    |
| 4 | قطر                      | 3   | 0 | 0   | 0   | 3 | 9  | 26   | −17 | 0    |

جميع الأوقات محلية. (UTC+03)
| 6 يونيو 2014 | قطر | 1 – 7 | الإمارات العربية المتحدة | حلبة التزلج على الجليد |

| 6 يونيو 2014 | عمان | 0 – 6 | الكويت | حلبة التزلج على الجليد |

| 7 يونيو 2014 | الإمارات العربية المتحدة | 8 – 3 | عمان | حلبة التزلج على الجليد |

| 7 يونيو 2014 | الكويت | 10 – 5 | قطر | حلبة التزلج على الجليد |

| 9 يونيو 2014 | عمان | 9 – 3 | قطر | حلبة التزلج على الجليد |

| 9 يونيو 2014 | الكويت | 0 – 2 | الإمارات العربية المتحدة | حلبة التزلج على الجليد |

## مرحلة خروج المغلوب
الشبكة
|  | نصف النهائي | نصف النهائي              | نصف النهائي |   |     | النهائي                  | النهائي | النهائي |
|  |             |                          |             |   |     |                          |         |         |
|  | 1           | الإمارات العربية المتحدة | 6           |   |     |                          |         |         |
|  | 4           | قطر                      | 2           |   |     |                          |         |         |
|  |             |                          |             |   | SF1 | الإمارات العربية المتحدة | 5       |         |
|  |             | SF2                      | الكويت      | 0 |     |                          |         |         |
|  | 2           | الكويت                   | 4           |   |     |                          |         |         |
|  | 3           | عمان                     | 2           |   |     |                          |         |         |

### نصف النهائي
| 10 يونيو 2014 | الإمارات العربية المتحدة | 6 – 2 | قطر | حلبة التزلج على الجليد |

| 10 يونيو 2014 | الكويت | 4 – 2 | عمان | حلبة التزلج على الجليد |

### المركز الثالث
| 12 يونيو 2014 | قطر | 7 – 2 | عمان | حلبة التزلج على الجليد |

### النهائي
| 12 يونيو 2014 | الإمارات العربية المتحدة | 5 – 0 | الكويت | حلبة التزلج على الجليد |

## الترتيب النهائي
| المركز | الفريق                   |
| ------ | ------------------------ |
| الأول  | الإمارات العربية المتحدة |
| الثاني | الكويت                   |
| الثالث | قطر                      |
| 4      | عمان                     |